# محطة الصبية الكهربائية
محطة الصبية هي محطة توليد كهرباء حرارية في الكويت، تقع على بُعد نحو خمسين كيلومتراً إلى الشمال الشرقي من عاصمة البلاد.
جرى توقيع عقد إنشاء المحطة قبيل حرب الخليج الثانية، مما أدى إلى تأخر الأعمال الفعلية لعدة سنوات ولم تبدأ إلا في عام 1994. وفي الفترة من 1998 إلى 2000 جرى تشغيل 8 توربينات بخارية بقدرة 300 ميغاواط لكل منها، مصممة للعمل بحرق النفط. وإلى جانب إنتاج الكهرباء، كانت هذه المرحلة تؤمن تحلية 378 مليون لتر من المياه يومياً. وقد نُظم سحب المياه لاحتياجات المجمع (بما في ذلك التبريد) من مضيق خور الصبية (الذي يفصل عن البر جزيرة بوبيان) عبر قناة بطول 1,4 كم. أما المياه المستعملة فكانت تُصرّف إلى خليج الكويت عبر قناة بطول يزيد على 3,5 كم.
في عام 2008 نُفذ في الموقع مشروع Sabiya Emergency Power Plant المخصص لتغطية الاحتياجات الطارئة، والذي يتكون من ست توربينات غازية General Electric LM6000 تعمل في الدورة المفتوحة، تبلغ قدرة كل منها 50 ميغاواط. وفي عام 2009 أضيفت مرحلة غازية أخرى بأربع توربينات غازية General Electric بقدرة 62,5 ميغاواط لكل منها، تعمل كذلك في الدورة المفتوحة.
وفي مطلع العقد الثاني من الألفية الثالثة جرى تشغيل مرحلة قوية بنظام الدورة المركبة، تضم ست توربينات غازية General Electric Frame 9FA مرتبطة ثنائياً عبر غلايات استرجاع الحرارة بثلاث توربينات بخارية General Electric D11. ففي عام 2011 شُغلت التوربينات الغازية في الدورة المفتوحة مولدة 1300 ميغاواط، وفي العام التالي دخلت الخدمة التوربينات البخارية لترفع القدرة إلى 2000 ميغاواط. ويوفر نظام الدورة المركبة كفاءة وقود تصل إلى 56%. وقد صُممت هذه المرحلة لتعمل بالغاز الطبيعي الذي يُنقل عبر خط أنابيب غاز من مصفاة ميناء الأحمدي (حيث يعمل مصنع غاز ضخم، ويوجد في ميناء الأحمدي محطة عائمة لاستيراد الغاز الطبيعي المسال).
وجرى تطوير إضافي للمحطة ضمن مشروعي Sabiya Extension 1 وSabiya Extension 2 اللذين اكتمل إنشاؤهما في عامي 2015 و2017. كل منهما تضمن توربينين غازيين من نوع Siemens SGT-5-4000F بقدرة إجمالية 500 ميغاواط. وقد جرى تحويل الأول إلى وحدة دورة مركبة بقدرة 750 ميغاواط – حيث أنهت شركة General Electric في 2019 عقداً لتوريد غلايتين لاسترجاع الحرارة (من مصنعها الكوري الجنوبي دوسان) وتوربينة بخارية STF30 بقدرة 260 ميغاواط.
أما مشروع Sabiya Extension 3 فقد كان مقرراً إنجازه في 2020. وهذه المرة ستنشئ شركة سيمنز بنفسها وحدة دورة مركبة متكاملة، وذلك عبر توريد توربينين غازيين SGT5-4000F وتوربينة بخارية SST5-5000. ومن المقرر أن تصل قدرة المشروع إلى 935 ميغاواط (ووفق مصادر أخرى – 750 ميغاواط).
وربطت المحطة بشبكة الكهرباء عبر خطوط جهد عالٍ تعمل بقدرتي 400 كيلوفولت و275 كيلوفولت.